# Parabomis
Parabomis is een geslacht van spinnen uit de  familie van de Thomisidae (krabspinnen).

## Soorten
- Parabomis anabensis Lawrence, 1928
- Parabomis levanderi Kulczynski, 1901
- Parabomis martini Lessert, 1919